# Guilhem Guirado
Guilhem Guirado (Ceret, Vallespir, Catalunya del Nord, 17 de juny del 1986) és un jugador català de rugbi a 15 que ocupa la demarcació de taloner.

## Clubs
- Format a Arles
- USAP  (Perpinyà)
- RC Toulon  (Toló)

## Palmarès

### Amb el seu club
- Campionat de França: 
  - Campió de França: 2009.

### Amb la selecció francesa
- Internacional sub 19: 
  - Participació en el campionat del món 2005 sub 19 a Sud-àfrica : 5 partits, 2 assaigs (Austràlia, Geòrgia, Sud-àfrica, Romania, Gal·les).
  - 6 partits el 2004-2005.
- Internacional sub 21: 
  - Campió del món 2006 sub 21 a França : 5 partits (Irlanda, Gal·les, Sud-àfrica 2 vegades, Austràlia).
  - 8 partits el 2005-2006.